# Mark Ghanimé
Mark Ghanimé (Calgary, 1º dicembre 1977) è un attore canadese, conosciuto principalmente per il ruolo del maggiore Sergio Balleseros nella serie televisiva Helix.

## Carriera
È noto principalmente per il ruolo principale in Helix, in cui interpreta il maggiore Sergio Balleseros.
Dal 2022 al 2024 è inoltre nel cast della serieVirgin River , interpretando il Dott. Cameron Hayek dalla quarta alla sesta stagione.

## Filmografia

### Cinema
- Adaline - L'eterna giovinezza (The Age of Adaline), regia di Lee Toland Krieger (2015)

### Televisione
- Smallville - serie TV, episodio 9x13 (2010)
- Supernatural - serie TV, episodio 5x20 (2011)
- Emily Owens M.D. - serie TV, 6 episodi (2012-2013)
- The Secret Circle - serie TV, episodio 1x20 (2012)
- Arrow - serie TV, episodio 1x09 (2012)
- Helix - serie TV, 26 episodi (2014-2015)
- Reign - serie TV, 7 episodi (2015-2017)
- Quantico - serie TV, episodio 1x10 (2015)
- Slasher - serie TV, 3 episodi (2016)
- Private Eyes - serie TV, 5 episodi (2017-2018)
- iZombie - serie TV, episodio 3x03 (2017)
- Wynonna Earp - serie TV, episodio 2x07 (2017)
- Natale con vista (Christmas With a View), regia di Justin G. Dyck (2018) - film TV
- The Bold Type - serie TV, 4 episodi (2019-2021)
- Un matrimonio sotto l'albero (Twinkle all the Way), regia di Brian Herzlinger (2019) - film TV
- The Wedding Planners - serie TV, 7 episodi (2020)
- Virgin River - serie TV, 27 episodi (2022-2024)
- Amore in ascolto (Listen Out for Love), regia di David I. Strasser (2022) - film TV

### Doppiaggio
- Tom Clancy's Ghost Recon Breakpoint - videogioco, voce del cap. Anton Gibson (2019)

## Doppiatori italiani
Nelle versioni in italiano delle opere in cui ha recitato, Mark Ghanimé è stato doppiato da:
- Carlo Scipioni in Emily Owens, Arrow, Slasher
- Marco Vivio in Private Eyes, Virgin River
- Maurizio Fiorentini in Supernatural
- Stefano Crescentini in Helix
- Dimitri Winter in Quantico
- Giorgio Borghetti in iZombie
- Omar Vitelli in Un matrimonio sotto l'albero
- Alessandro Parise in Matrimonio in ascolto

Da doppiatore è sostituito da:
- Paolo De Santis in Tom Clancy's Ghost Recon Breakpoint